# Boli ale civilizației

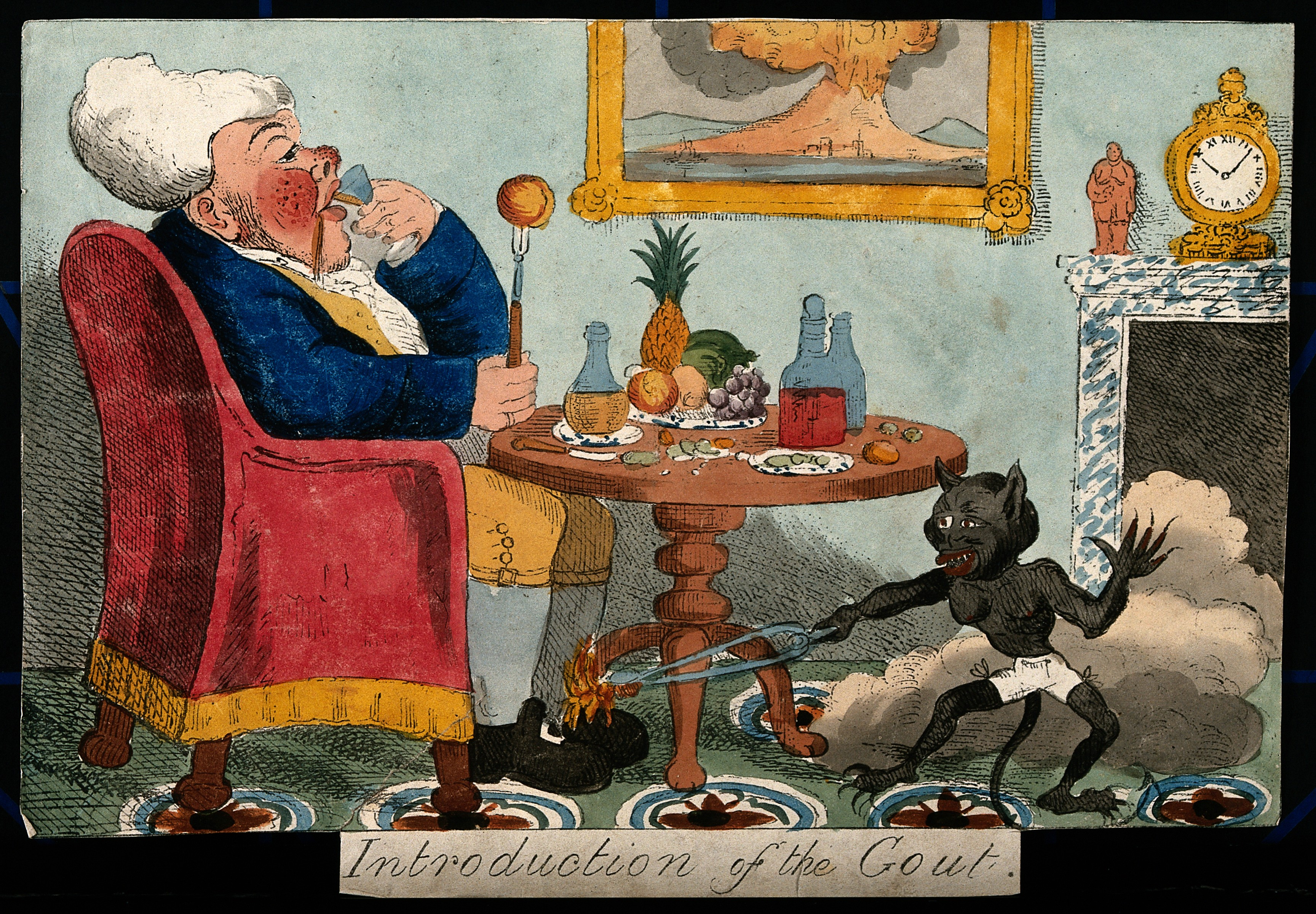
Litografie satirică din 1818 care înfățișează un bărbat înstărit și autoindulgent afectat de gută (reprezentată de un demon); boala este adesea cauzată de consumul excesiv de zahăr, băuturi alcoolice și carne; lipsa activității fizice și obezitatea. În trecut, gută era frecvent întâlnită în rândul claselor superioare ale societății occidentale.

Bolile civilizației (în engleză civilisatory diseases, Western diseases sau lifestyle diseases,  în germană Zivilisationskrankheit) sunt boli întâlnite mai des în țările industrializate decât în așa numita lume a treia. Riscul de îmbolnăvire este determinat de modul de trai, în special de nutriție și de diminuarea activității fizice. În categoria acestor boli intră: boala Alzheimer, ateroscleroza, astmul, diferite forme de cancer, ciroza hepatică, boala pulmonară obstructivă cronică, diabetul de tip 2, boli cardiace, sindromul metabolic, boala Crohn, insuficiența renală cronică, osteoporoza, accidentele vasculare cerebrale, depresia și obezitatea

## Statistici americane
În 1900 primele trei cauze ale deceselor din SUA erau pneumonia/gripa, tuberculoza și diareea/enterita. Bolile contagioase cifrau 60% din toate decesele. În 1900 bolile de inimă și cancerul erau pe locul patru, respectiv opt. Începând cu anii '40, majoritatea deceselor din SUA au fost rezultat al bolilor de inimă, cancerului și altor boli degenerative. La sfârșitul anilor '90 bolile degenerative contau pentru 60% din toate decesele.
Trebuie observat totuși că bolile degenerative apar târziu în cursul vieții indivizilor și au nevoie de timp îndelungat pentru  a cauza decesul. Aceasta indică că deoarece speranța de viață la naștere era de 49,24 ani în 1900 ea era prea scurtă pentru a lăsa loc apariției bolilor degenerative, comparată cu o speranță de viață la naștere de 77,8  ani în 2004. De asemenea, rata de supraviețuire până la vârsta de 50 ani era de 58,5% în 1900 și de 93,7% în 2007.

## Exemple deboli de civilizație
- dantură deteriorată (dinți pierduți, încălecați, strungăreață mare), carii, paradontoză
- boli ale aparatului de mișcare (boli reumatice), artroză, artrită, probleme la șira spinării
- metabolism dereglat (obezitate, diabet, daune la ficat, pietre la fiere / rinichi, artrită, etc.)
- majoritatea bolilor la organele digestive (constipație, probleme la ficat / fiere / glanda tiroidă / intestine, dereglări digestive / fermentative)
- boli la vasele sanguine (arterioscleroză, infarct cardiac / ischemic, trombozarterioscleroză)
- sistem imun slab (răceli dese la căile respiratorii / vezică / rinichi)
- alergii, neurodermitis, hautausschlag, eczeme
- unele boli organice ale sistemul nervos

## Cauzele bolilor de civilizație
Despre cauze, de asemenea, nu corespund părerile. E sigur că nu numai un factor e de vină ci combinația mai multora. În orice caz, următorii factori influențează bolile de civilizație:
- Nicotina
- Alcoolul
- Sedentarismul (lipsă de activitate sportivă)
- Nutriția îmbelșugată și greșită
- Substanțe toxice din atmosferă
- Radiații (Roentgen, etc)
- Poluarea fonică
- Stres
- Factori sociali (șomaj, singurătate, etc)
- Igienă exagerată
- Anumite norme și idealuri (presiune pentru performanță mai mare, idealul de a fi slab, etc)

### Dieta și riscul de a face cancer
O cercetare publicată în Lancet în 2002 prezintă efectul dietei asupra riscului de a face cancer:
„În multe țări vestice, dieta populației s-a schimbat substanțial în a doua jumătate a secolului al XX-lea, în general prin creșterea consumului de carne, lactate, uleiuri vegetale, sucuri de fructe, băuturi alcoolice și scăderea consumului de alimente bogate în amidon, cum ar fi pâinea, cartofii, orezul și făina de porumb. Alte aspecte ale stilului de viață s-au schimbat și ele, în principal au fost reduceri severe de activitate fizică și creșteri mari ale ratei obezității.”
„S-a observat în anii '70 că oamenii din țările vestice aveau diete bogate în produse animale, grăsimi, zahăr și rate mari de cancere colonorectale, ale sânului, prostatei, mucoasei uterine și plămânilor; din contra indivizii din țările în curs de dezvoltare aveau de obicei diete bazate pe unul sau două alimente bogate în amidon, mâncând puține produse animale, grăsimi, zahăr și rate mici ale acestor cancere.”
„Aceste observații arată că dietele sau stilul de viață ale unor populații diferite pot determina parțial ratele lor de a face cancer, iar baza acestei ipoteze a fost întărită de rezultatele studiilor care arată că oamenii care migrează dintr-o țară în alta dobândesc în general rata de a face cancer a țării gazdă, indicând că factorii de mediu sunt responsabili pentru variația internațională a ratelor de a face cancer, mai degrabă decât factorii genetici.”